# 황혼에 돌아오라
《황혼에 돌아오라》(영어: Home Before Dark)는 1958년 개봉한 미국의 드라마 영화다. 머빈 르로이가 연출을 맡았으며, 영화 배경인 매사추세츠주 보스턴 출신인 원작 소설 작가 아일린 배싱이 남편 로버트 배싱과 함께 대본을 썼다.

## 줄거리
지난 1년간 정신병원에 입원했던 샬럿은 퇴원 후 교수인 남편, 계모, 의붓자매 조앤과 다시 함께 살게 된다. 영화가 전개됨에 따라 샬럿이 정신이상에 걸리게 된 사연이 밝혀진다.
과거 갈색 머리에 수수한 외양을 소유했던 샬럿은 외모만큼이나 화려한 성격을 지닌 금발 미녀 조앤을 따라하여 남편과 결혼에 성공하였다. 그러나 외모에 집착하는 남편은 결국 본인 이상에 더 부합하는 외관을 갖춘 조앤과 불륜을 저질렀고, 이에 샬럿은 큰 충격을 받았던 것이다.
다시 제정신을 잃어가던 샬럿은 남편에게 이혼을 선언하고 정신과 의사와 상담을 잡는다.

## 출연
- 진 시먼스 - 샬럿 브론 역
- 댄 오헐리히 - 아널드 브론 역
- 론다 플레밍 - 조앤 칼라일 역
- 에프럼 짐벌리스트 주니어 - 제이컵 "제이크" 다이아몬드 역
- 메이블 앨버트슨
- 스티븐 던
- 조앤 웰던
- 캐스린 카드